# خالد كارسيلن
خالد كارسيلن أو كما ينطق بالتركية هاليت كارسيلن (بالتركية: Halit Karsıalan) (و.1883 في إسطنبول - ت.14 فبراير 1925 في أنقرة). هو ضابط في الجيش العثماني وجنرال في الجيش التركي.